# Seznam asteroidov (11501–11750)
| Predhodnik: Seznam asteroidov (11251-11500) | Seznam asteroidov 11501-11750 | Naslednik: Seznam asteroidov (11751-12000) |

Legenda: zač. ozn. - začasna prva oznaka asteroida; abs. mag. - absolutni izsev; 
a - velika polos v astronomskih enotah; e - izsrednost tira;
i - naklon tira v stopinjah; P - orbitalna perioda v letih; - Tip tel. - razvrstitev telesa v skupine: 
AMR - Amorec,
APL - Apolonec,
ATN - Atonec,
BIN - dvojni asteroid,
CBW - kubevan,
CNT - Kentaver,
HLD - Hildški asteroid,
JUT - Jupitrov Trojanec,
MBA - asteroid glavnega pasu,
NET - Neptunov Trojanec,
PHA - potencialni nevarni asteroid,
PLT - plutino,
SDO - telo Kuiperjevega pasu,
TNO - čezneptunsko telo,
TNR - resonančno čezneptunsko telo.
| Predhodnik: Seznam asteroidov (11251-11500) | Seznam asteroidov 11501-11750 | Naslednik: Seznam asteroidov (11751-12000) |

Podatki uporabljeni z dovoljenjem / Data used with permission © IAU: Minor Planet Center.